# 久末弥生
久末 弥生（ひさすえ やよい、1972年 - ）は、日本の法学者。専門は行政法、民事訴訟法。大阪公立大学教授、博士（法学）。

## 略歴
早稲田大学法学部卒、同大学院法学研究科修士課程修了、北海道大学大学院法学研究科博士後期課程修了・博士（法学）。
フランス国立リモージュ大学大学院法学研究科正規留学、アメリカ合衆国テネシー州ノックスビル市名誉市民。

2008年明治学院大学大学院法務職研究科助手、2011年大阪市立大学大学院創造都市研究科准教授、2017年同教授、2018年大阪市立大学大学院都市経営研究科教授、2022年大阪公立大学大学院都市経営研究科教授。2019年総務省情報公開・個人情報保護審査会委員、日本土地法学会理事、2021年国際公共経済学会理事、2022年国土交通省社会資本整備審議会道路分科会臨時委員。その他、大阪府情報公開審査会、大阪府河川整備審議会、大阪府河川水辺の賑わいづくり審議会、大阪府固定資産評価審議会、神戸市都市景観審議会等の委員を歴任。
研究テーマは、フランス法、アメリカ法における、都市計画、文化財保護、国土安全保障に関する法制度との比較研究。

## 受賞学術賞
- 大阪市立大学学友会顕彰2011年度優秀テキスト賞（2011年）[4]
- 第25回国際公共経済学会学会賞（2016年）[5]
- 第5回大阪市立大学女性研究者特別賞【岡村賞】（2018年）[6][7]

## 著書

### 単著
- 『アメリカの国立公園法―協働と紛争の一世紀』北海道大学出版会、2011年
- 『フランス公園法の系譜』大阪公立大学共同出版会、2013年
- 『現代型訴訟の諸相』成文堂、2014年
- 『都市計画法の探検』法律文化社、2016年
- 『考古学のための法律』日本評論社、2017年
- 『都市災害と文化財保護法制』成文堂、2020年
- 『変革と強靭化の都市法』日本評論社、2022年

### 編著
- 『都市行政の最先端―法学と政治学からの展望』日本評論社、2019年
- 『判例アメリカ環境法』（共編集）勁草書房、2022年

### 共著
- 『クリエイティブ経済』（共訳）ナカニシヤ出版、2014年
- 『判例フォーカス行政法』（共著）三省堂、2019年
- 『民事手続法の発展：加藤哲夫先生古稀祝賀論文集』（分担執筆）成文堂、2020年
- 『行政法理論の基層と先端：稲葉馨先生・亘理格先生古稀記念』（分担執筆）信山社、2022年
- 『海の法文化と陸の法文化』（分担執筆）国際書院、2024年